# ATD Vierte Welt
Die Bewegung ATD Vierte Welt (englisch International Movement ATD Fourth World) ist eine internationale Nichtregierungsorganisation, die sich für die Menschenrechte, den Frieden und die Anerkennung der Menschenwürde einsetzt.

## Geschichte
Die Vereinigung entstand 1957 als Selbsthilfevereinigung im Notunterkunftslager „Château de France“ in der Pariser Vorortsgemeinde Noisy-le-Grand. Ihr Gründer, Joseph Wresinski, lebte dort von 1956 bis 1967 als Seelsorger. Er war selber in bitterer Armut aufgewachsen und wollte, dass die aufgrund ihrer Armut ausgeschlossenen Familien und Bevölkerungsgruppen ihre Erfahrungen in die Gesellschaft einbringen und diese als gleichberechtigte Partner mitgestalten können.
Die Organisation ist nach eigenen Angaben parteipolitisch und konfessionell neutral und hat Beraterstatus bei ECOSOC, UNESCO, UNICEF, Internationale Arbeitsorganisation und Europarat. Sie ist in über 30 Ländern auf allen Kontinenten tätig. Der Hauptsitz befindet sich in Pierrelaye/Frankreich, die Geschäftsstelle für Deutschland in Gerswalde (Uckermark), das Schweizer Zentrum in Treyvaux.
Die Initiale ATD stehen in Englisch für All Together in Dignity (im Deutschen wiedergegeben als Gemeinsam für die Würde aller,). Im Französischen war die Bedeutung ursprünglich Aide à toute détresse ('Hilfe bei jeder Verzweiflung') und wurde später geändert zu Agir tous pour la dignité Quart monde.
Gemeinsam entwickeln die Mitglieder Projekte im Bereich der Bildung und der Kultur. Sie fördern den Dialog untereinander und mit der Gesellschaft. Ein Beispiel sind die „Vierte Welt Volksuniversitäten“ in verschiedenen europäischen Ländern. Hier tauschen armutsbetroffene und andere Menschen Erfahrungen aus, lernen aufeinander zu hören und thematisieren Lebensbereiche wie Arbeit, Kultur, Bildung oder Gesundheit. Sie üben den Dialog und bereiten auch Stellungnahmen vor.

## Wirkung
Durch ihr Forschungsinstitut hat die Organisation seit den 1960er Jahren wesentlich zur Bewusstwerdung der anhaltenden Armut in den reichen Ländern beigetragen. Sie hat die internationale Staatengemeinschaft für den Zusammenhang zwischen Armut und Menschenrechten sensibilisiert, was im Herbst 2012 zur Verabschiedung entsprechender Leitlinien durch die UNO-Generalversammlung führte. Wegweisend war hier der Wresinski-Bericht des französischen Wirtschafts- und Sozialrats mit seiner Definition: „Wirtschaftliche und soziale Unsicherheit […] führt dann zu schwerer Armut, wenn sie mehrere Existenzbereiche berührt, wenn sie über einen längeren Zeitraum anhält, wenn sie die Möglichkeiten beeinträchtigt, aus eigener Kraft in absehbarer Zeit seine Verantwortlichkeiten wieder zu übernehmen und seine Rechte zurückzuerwerben.“ Auf Initiative von ATD Vierte Welt wird der 17. Oktober seit 1987 als Welttag zur Überwindung der Armut begangen.

## Auszeichnungen
- 1989 Prix des Droits de l'homme de la République française[9]
- 2013 Sonderpreis des Prix des Droits de l'homme de la République française für die philippinische Sektion